# Władimir Goleniszczew

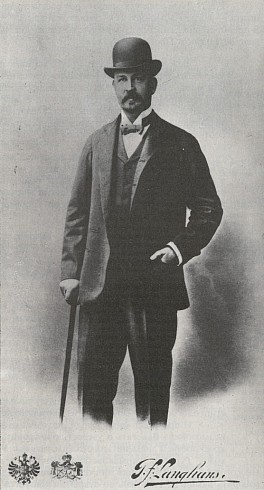
Wladimir Goleniszczew

Władimir Siemienowicz Goleniszczew (ros. Владимир Семёнович Голенищев; ur. 17 stycznia 1856 w Petersburgu, zm. 9 sierpnia 1947 w Nicei) – rosyjski egiptolog, tłumacz z języka egipskiego i kolekcjoner sztuki starożytnego Egiptu.  

## Życiorys
W 1875 podjął studia języków wschodnich na Petersburskim Uniwersytecie Państwowym, kończąc je w 1879 r., po czym w tym samym roku odbył pierwszą krótką podróż naukową do Egiptu, a rok później podjął pracę w Ermitażu, zajmując się tam katalogowaniem i opisywaniem zbiorów egipskich. Po rewolucji październikowej zdecydował zostać na emigracji, najpierw we Francji, gdzie mieszkał już od lat, a później objął stanowisko profesora egiptologii Uniwersytetu Kairskiego, gdzie pracował do emerytury w 1929. Później w dalszym ciągu mieszkał w Kairze prowadząc badania języka i literatury staroegipskiej.  
Już na studiach, jak i później, badał staroegipskie papirusy hieratyczne z kolekcji Ermitażu, gdzie m.in. odkrył i opracował opowiadanie Rozbitek.  Opublikował także kupione przez siebie Podróże Wenamona. Swoje bogate zbiory egipskie sprzedał moskiewskiemu Muzeum Sztuk Pięknych, część trafiła także do Ermitażu. 